# Zlukov
Obec Zlukov (německy Slukow) se nachází v okrese Tábor, kraj Jihočeský. Žije zde 282 obyvatel.

## Historie
První písemné zmínky o obci Zlukov jsou od roku 1200 (ze spisu J. Hrubého). V té době zde byli osadníci německé národnosti. V roce 1382 patřil Zlukov bratrům Vyšatovi a Buzkovi z Machovic, kteří svůj majetek postoupili králi Václavu IV. V 15. století dostali Zlukov rytíři Smrčkové z Mnichu. Ti Zlukov prodali Kateřině, kněžně Minsterberské ze Sas, manželce Jindřicha IV. A tak se dostal Zlukov do majetku pánů z Hradce a byl připojen k řečickému panství.
Od roku 1720 jsou záznamy, v nichž se nachází jména osadníků českého původu. Potomci těchto osadníků žijí v obci dodnes. V roce 1904 byla postavena dvoutřídní škola. Před školou v malém parčíku je pomník zlukovského rodáka Jakuba Vojty Slukova, významného herce, prvního ředitele divadla Uránie a člena Národního divadla. Pamětní deska je na jeho rodném domě č. 17. Před pomníkem J. Vojty Slukova stojí „lípa svobody“ a u ní pomník padlých zlukovských občanů z první světové války. Na návsi u rybníka stojí kaple sv. Jana Nepomuckého, původně dřevěná a roce 1875 přestavěná na zděnou. Roku 1935 byla opravena nákladem 13 000 korun. V roce 1921 bylo ve Zlukově 404 obyvatel.

## Pamětihodnosti
- Pomník J. Vojty Slukova před školou
- Mohylník Klobásná II., archeologické naleziště v lese Klobásná
- Milník
- Venkovská usedlost čp. 28
- Wagnerův vyřezávaný betlém